# NGC 1870
NGC 1870 (również ESO 56-SC81) – gromada otwarta, znajdująca się w gwiazdozbiorze Złotej Ryby, w Wielkim Obłoku Magellana. Odkrył ją James Dunlop 3 sierpnia 1826 roku.